# خاویر بکاس
خاویر بکاس (انگلیسی: Xavier Bécas؛ زادهٔ ۳۱ مهٔ ۱۹۷۹) بازیکن فوتبال اهل فرانسه است.
از باشگاه‌هایی که در آن بازی کرده‌است می‌توان به باشگاه فوتبال آژاکسیو، باشگاه فوتبال متس، و باشگاه فوتبال سدان اشاره کرد.